# Abdul Latif Rașid
Abdul Latif Rașid (în arabă عبد اللطيف رشيد, transliterat: ʻAbd al-Laṭīf Rašīd; n. 10 august 1944, As Sulaymaniyah, Regatul Irakului), cunoscut și sub numele de Letif Reșid (în kurdă لەتيف ڕەشید, transliterat: Letîf Reșîd), este un politician irakian care ocupă funcția de preşedinte al Irakului⁠(d). Anterior, a fost Ministru al resurselor de apă⁠(d) în guvernul condus de Nouri al-Maliki⁠(d). A deținut aceeași funcție și în cadrul Guvernului Interimar Irakian, precum și al Guvernului de Tranziție al Irakului. Rașid a fost, de asemenea, purtător de cuvânt al Uniunii Patriotice din Kurdistan⁠(d) (PUK) în Regatul Unit. Este al patrulea președinte nearab al Irakului, succedându-i lui Barham Salih⁠(d).
În calitate de ministru al resurselor de apă, între septembrie 2003 și decembrie 2010, Rașid a fost responsabil pentru o gamă largă de domenii, inclusiv irigațiile, alimentarea cu apă pentru uz municipal și industrial, energia hidroelectrică, controlul inundațiilor și cerințele de mediu, inclusiv restaurarea zonelor mlăștinoase.

## Carieră profesională
Rașid a fost implicat în mai multe programe și organizații legate de inginerie și dezvoltări în domeniul agriculturii. A lucrat anterior ca manager de proiect principal pentru Organizația Națiunilor Unite pentru Alimentație și Agricultură (UNFAO) în Yemen și Arabia Saudită. A fost membru al Consiliului Executiv al Congresului Național Irakian (INC), reprezentant al Uniunii Patriotice din Kurdistan în Regatul Unit începând din 1986, precum și purtător de cuvânt al Frontului Kurd.
Rașid este inginer autorizat și membru al Institution of Civil Engineering și al International Commission on Irrigation and Drainage (ICID). A activat ca expert independent în proiecte de irigații și drenaj și a colaborat cu Administrația pentru Ingineria Apelor.
În 1992, Rașid a fost ales vicepreședinte și membru executiv al Congresului Național Irakian (INC), iar în 1998 a fost ales în conducerea formată din șase membri ai INC.

## Carieră politică
Pe lângă calificările și activitatea sa în domeniul tehnic, Rașid a participat activ la viața politică kurdă și irakiană. În 1986, a devenit purtătorul de cuvânt al Uniunii Patriotice din Kurdistan (PUK) în Regatul Unit.[3] A participat la numeroase conferințe și întâlniri oficiale în numele partidelor politice kurde și al grupurilor de opoziție irakiene în perioada regimului lui Saddam Hussein. De asemenea, i-a reprezentat pe kurzi și opoziția irakiană în întâlniri oficiale cu diverse instituții internaționale și guverne.
În 2003, a fost numit ministru al resurselor de apă, funcție pe care a deținut-o până în 2010. Din 2010, a ocupat postul de consilier prezidențial.

## Președinte al Irakului
În conformitate cu acordul de împărțire a puterii (Muhasasah) dintre principalele partide politice care reprezintă marile grupuri etnice și religioase din țară, președintele Irakului este ales dintre kurzi, prim-ministrul dintre arabi șiiți, iar președintele parlamentului dintre arabi sunniți. La 13 octombrie 2022, Rașid a fost ales al 9-lea președinte al Irakului după căderea regimului Saddam Hussein. L-a înlocuit pe Barham Salih⁠(d) în funcția de șef al statului, în urma unui vot în două tururi desfășurat în parlament, în care a obținut „peste 162 de voturi”, față de 99 pentru Salih. Rașid l-a numit „imediat” pe politicianul Mohammed Shia' Al Sudani în funcția de prim-ministru desemnat, punând astfel capăt blocajului politic care durase un an.
În ianuarie 2025, președintele Rașid a intentat un proces împotriva prim-ministrului Mohammed Shia' Al Sudani și a ministrului de finanțe Taif Sami, solicitând o hotărâre judecătorească care să impună plata neîntreruptă și la timp a salariilor funcționarilor publici din Regiunea Kurdistan.

## Politica externă

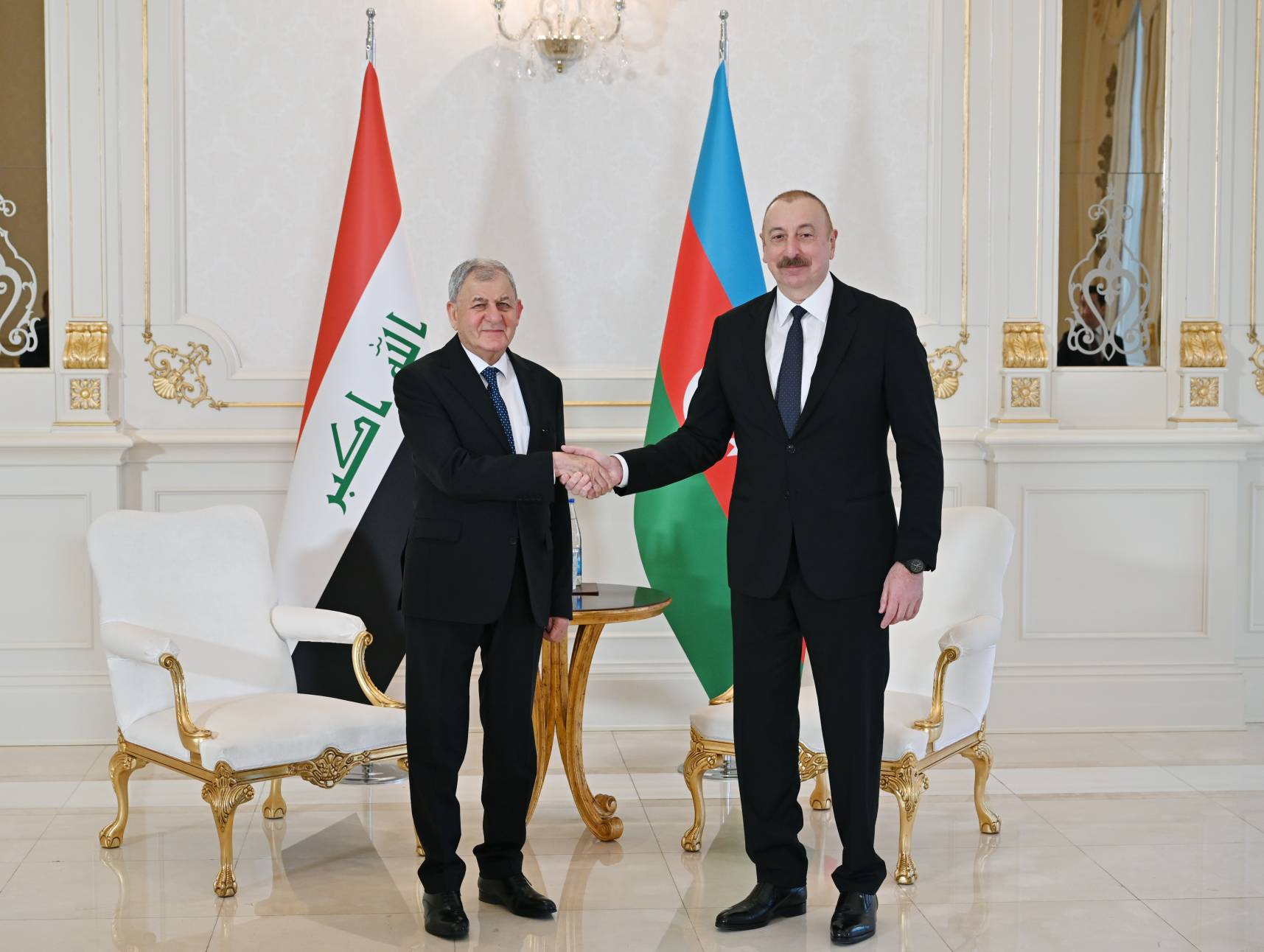
Rashid s-a întâlnit cu președintele Azerbaidjanului, Ilham Aliyev, la Baku, la 1 martie 2023.

Rashid s-a declarat împotriva normalizării relațiilor diplomatice atât timp cât Turcia încalcă suveranitatea Irakului. La 8 aprilie 2023, el a condamnat presupusul bombardament turcesc asupra unei zone din apropierea aeroportului din Silêmanî, aflat în regiunea autonomă kurdă a Irakului. Un reprezentant al Ministerului Apărării din Turcia a declarat pentru Agenția France Presse că forțele armate turce „nu au desfășurat nicio astfel de activitate”.
Într-un discurs rostit la 27 februarie 2023, Rashid a afirmat că invazia Irakului condus de Saddam Hussein, din 2003, de către Statele Unite și aliații săi a fost „necesară” din cauza „brutalității regimului”. El a susținut că „după douăzeci de ani”, „pacea și securitatea domnesc în toată țara”. Cu toate acestea, proiectele publice mult așteptate, în special în sectorul transporturilor, nu s-au materializat, aspect pe care l-a pus pe seama corupției persistente. Președintele irakian și-a exprimat convingerea că „îmbunătățirea relațiilor cu vecinii, inclusiv Iran, Siria, Kuweit, Arabia Saudită, Turcia și Iordania, reprezintă o sursă de putere pentru Irak”.

## Viață personală
Este căsătorit cu Shanaz Ibrahim Ahmed și au împreună trei copii.